# Farmersville (Califòrnia)
Farmersville és una població dels Estats Units a l'estat de Califòrnia. Segons el cens del 2000 tenia 8.737 habitants.

## Demografia
Segons el cens del 2000, Farmersville tenia 8.737 habitants, 2.151 habitatges, i 1.854 famílies. La densitat de població era de 1.794,3 habitants/km².
Dels 2.151 habitatges en un 54,8% hi vivien nens de menys de 18 anys, en un 61,8% hi vivien parelles casades, en un 16,6% dones solteres, i en un 13,8% no eren unitats familiars. En el 10,6% dels habitatges hi vivien persones soles el 5,3% de les quals corresponia a persones de 65 anys o més que vivien soles. El nombre mitjà de persones vivint en cada habitatge era de 4,05 i el nombre mitjà de persones que vivien en cada família era de 4,32.
Per edats la població es repartia de la següent manera: un 38,4% tenia menys de 18 anys, un 12,7% entre 18 i 24, un 27,9% entre 25 i 44, un 14,7% de 45 a 60 i un 6,3% 65 anys o més.
L'edat mediana era de 24 anys. Per cada 100 dones de 18 o més anys hi havia 102,9 homes.
La renda mediana per habitatge era de 27.682 $ i la renda mediana per família de 29.629 $. Els homes tenien una renda mediana de 23.680 $ mentre que les dones 20.699 $. La renda per capita de la població era de 8.624 $. Entorn del 23,6% de les famílies i el 30,7% de la població estaven per davall del llindar de pobresa.

## Poblacions més properes
El següent diagrama mostra les poblacions més properes.